# John Cazale
John Frank Charles Cazale (Boston, Massachusetts, 12 augustus 1935 – New York, New York, 12 maart 1978) was een Amerikaans film- en toneelacteur van Italiaanse komaf. Zijn korte carrière omspande enkele van de best gewaardeerde films uit de jaren zeventig. Elke lange speelfilm waarin John Cazale meespeelde werd genomineerd voor een Academy Award voor Beste Film, geen enkele andere acteur deed hem dit na.
Cazale studeerde drama in het Oberlin College en aan de Boston University en was in zijn jeugd bevriend met Al Pacino. Naast zijn vertolkingen werkte hij ook mee aan de ontdekking van jeugdvriend Al Pacino, acteur Robert De Niro en Meryl Streep, met wie hij op het moment van zijn vroege dood verloofd was.
Cazale werd in 1968 beloond met een Off-Broadway Obie Award ('Distinguished Performance') voor zijn rol in het toneelstuk The Indian Wants the Bronx van Israel Horovitz. In 1973 kreeg hij opnieuw een Obie Award, voor zijn rol in het stuk The Line. Zijn filmdebuut kwam in 1972, nadat zijn vriend Al Pacino hem had uitgenodigd voor de auditie voor de rol van Fredo Corleone in de film The Godfather van Francis Ford Coppola. De film brak vele records en maakte Cazale, Pacino en vele anderen die meewerkten aan The Godfather bekend. In het vervolg, The Godfather Part II, had Cazale een grotere rol. Hij speelde opnieuw samen met Pacino. Ze speelden ook naast elkaar in Dog Day Afternoon van Sidney Lumet. Voor deze rol werd Cazale genomineerd voor een Golden Globe.
In 1976 ontmoette hij Meryl Streep toen ze samen speelden in de Public Theatre-productie van  Shakespeares Measure for Measure. Ondanks dat er longkanker werd vastgesteld bij Cazale bleef hij acteren. Zijn laatste verschijning op het grote scherm was naast Meryl Streep, met wie hij inmiddels verloofd was, in zijn vijfde film The Deer Hunter. Cazale stierf net na de opnames van de film en maakte de première van de film niet mee. Hij werd 42 jaar oud.

## Filmografie
- The American Way (korte film, 1962)
- The Godfather (1972)
- The Conversation (1974)
- The Godfather Part II (1974)
- Dog Day Afternoon (1975)
- The Deer Hunter (1978)